# Marie-Madeleine Dreux d'Aubray
Pour les articles homonymes, voir Aubray.
Marquise de Brinvilliers
Marie-Madeleine Anne Dreux d'Aubray, marquise de Brinvilliers, dite « la Brinvilliers », née le 2 juillet 1630 à Paris, et décapitée en place de Grève le 17 juillet 1676, est une personnalité française rendue célèbre par l'affaire des poisons. Elle fut jugée le 16 juillet 1676 à Paris pour crime de fratricide par empoisonnement.

## Biographie

### Le viol puis des années brillantes

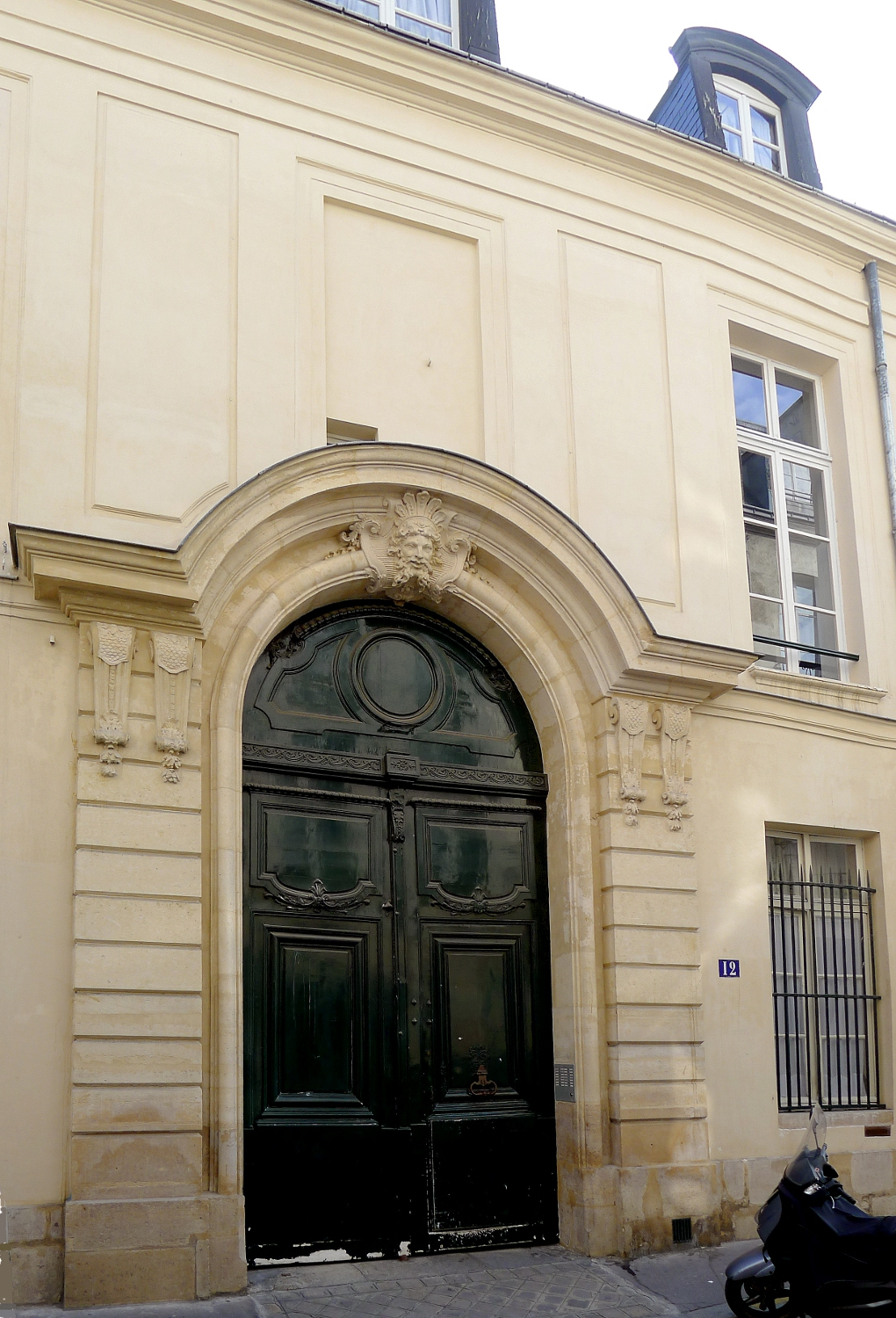
Entrée actuelle de l'ancien hôtel de Brinvilliers (ou d'Aubray), 12 rue Charles-V (Paris 4e), ancienne rue Neuve-Saint-Paul.

La marquise est l'aînée des cinq enfants d'Antoine Dreux d'Aubray (1600-1666), seigneur d'Offémont et lieutenant civil du Châtelet de Paris à l'époque de la Fronde (il apparaît à ce titre dans les Mémoires du cardinal de Retz), et de sa première épouse Marie Olier (1602-1630), sœur de Jean-Jacques Olier, membre éminent du parti des dévots et fondateur de la compagnie des prêtres de Saint-Sulpice.
Issue de la noblesse de robe, elle reçoit une bonne éducation. Sa mère meurt en la mettant au monde. La petite Madeleine est violée par un domestique à l'âge de sept ans. À cause de ce traumatisme psychologique, il est avéré par la suite qu'elle a eu des relations incestueuses avec ses deux frères jusqu'à trois fois par semaine.
Richement dotée de deux cent mille livres, elle épouse le 20 décembre 1651 à l'église Saint-Eustache de Paris Antoine Gobelin, marquis de Brinvilliers, mestre de camp, qui a commandé le régiment d'Auvergne, et joueur. Des témoignages contemporains nous la présentent à l’époque comme un joli brin de femme avec un air d’innocence désarmant.
Les époux Brinvilliers vivent à Paris, paroisse Saint-Paul, dans un hôtel particulier, l'hôtel d'Aubray de l'ancienne rue Neuve Saint-Paul (partie de la rue Charles-V depuis 1864) ; ils ont cinq enfants dont trois baptisés dans leur église paroissiale :
- 1652 : Marie-Magdeleine, née le 17 novembre 1652, devenue religieuse à Pont-Audemer ;
- 1654 : Thérèse, née le 30 mars 1654, devenue religieuse à Senlis, et qui eut pour marraine sa tante maternelle « Marie Daubray » ;
- 1661 : Claude-Antoine Gobelin, devenu comte d'Offémont († 30 juillet 1739) ;
- 1662 ? : Louis, né huit ans après sa sœur Thérèse, qui eut pour parrain « M. Louis Phélipeaux, seigneur de la Vrillier [sic, pour La Vrillière], secrétaire d'État » et pour marraine « Marie Amelot, femme de feu M. le président de Nicolay » ; il prendra le titre de baron de Norat ;
- 1664 ? : Antoine II Gobelin, devenu chanoine.

Les époux Brinvilliers fréquentent la bonne société du quartier du Marais, où vivent de nombreuses familles alliées. Ils sont ainsi régulièrement reçus dans l'hôtel particulier de leur parent Gaspard III de Fieubet, au milieu d'une société choisie de gens de lettres comme le jésuite Bouhours ou La Fontaine. 
La marquise devient l'amie de Pierre Pennautier, trésorier des états de Languedoc, homme d'affaires, qui est nommé en 1669 receveur général du clergé. Puis elle devient la maîtresse de Godin de Sainte-Croix, un officier de cavalerie passionné par l'alchimie, qui lui est présenté par son mari. Dépensant sans compter pour satisfaire ses goûts de luxe et ceux de son amant, se lançant dans des placements aventureux conseillés par Pennautier, elle vit alors des années brillantes sans cesser d'être au bord de la ruine. Antoine de Brinvilliers ne se soucie guère de la relation de sa femme avec Sainte-Croix, entretenant lui-même plusieurs maîtresses et dépensant sa fortune au jeu.

### Le secret des poisons découvert à la Bastille
En 1663, Dreux d'Aubray, irrité par la conduite de sa fille, fait emprisonner Godin de Sainte-Croix à la Bastille par une lettre de cachet. Le chevalier de Sainte-Croix y devient l'ami de son compagnon de cellule, l'empoisonneur italien Exili, qui avait déjà commis de nombreux crimes. Le chevalier a déjà été formé à cet art en suivant les cours de Christophe Glaser au Jardin royal des plantes.
Libéré après six semaines d'embastillement, il retrouve sa maîtresse et lui enseigne l'art qu’il vient d’apprendre. Devenue experte, et certainement sous l'influence de son amant, la marquise achète des fioles chez Glaser et, selon la légende, aurait exercé ses « talents » sur des malades de l'Hôtel-Dieu et sur sa femme de chambre, notant tout (doses, symptômes, longueur de l'agonie), constatant avec satisfaction que les médecins concluent toujours à des morts naturelles. Afin de faire disparaître les personnes qui font obstacle à sa liaison et de percevoir seule l'héritage (qui se révèle en définitive dérisoire), elle réussit à empoisonner successivement son père (le 10 septembre 1666) puis quatre ans plus tard, à six mois d'intervalle, ses deux frères,. L'empoisonnement du premier frère coïncide avec la mort de la belle-soeur du roi, Henriette d'Angleterre, duchesse d'Orléans et les soupçons qui pesèrent sur le chevalier de Lorraine, amant du duc d'Orléans ou le marquis d'Effiat, autre membre de la cour qui entourait le frère du roi (faits ignorés à l'époque, la princesse ne fut pas empoisonnée mais fut victime d'une porphyrie aiguë intermittente ou péritonite biliaire).
Son mari, soupçonneux et craignant pour sa vie, préfère se retirer sur ses terres .

### La cassette au contenu accusateur
Afin de faire chanter la marquise et de continuer à lui soutirer de l'argent, Sainte-Croix enferme des preuves de la culpabilité (confession écrite de sa main dans son journal intime, les trente-quatre lettres d'amour de la marquise, deux obligations d'argent souscrites par elle après l'assassinat de son père et de ses deux frères, ainsi que des fioles de poison) de sa maîtresse dans une cassette « à n'ouvrir qu'en cas de mort antérieure à celle de la Marquise ». Malheureusement pour elle, Godin de Sainte-Croix meurt accidentellement le 31 juillet 1672, criblé de dettes. Ses créanciers écrivent au procureur du roi pour réclamer leur dû, si bien qu'un inventaire de ses biens est ordonné. C'est à cette occasion que le coffret de cuir rouge est trouvé et ouvert le 8 août. Condamnée par contumace en 1673, la marquise s'enfuit successivement à Londres, d'où Colbert tente de la ramener de force en France, puis aux Provinces-Unies et dans la Principauté de Liège où elle se réfugie dans un monastère de chanoinesses régulières de Saint-Augustin, le manoir de Melkhause puis au couvent des Bénédictines d'Avroy.
Le valet de Sainte-Croix, Jean Amelin dit la Chaussée, qui avait aidé la marquise, est arrêté. Soumis à la question, il passe à une confession complète.
Par la ruse d'un exempt de police déguisé en prêtre, François Desgrez, la marquise est retrouvée et ramenée en France en 1676. Elle tente vainement de se suicider. Au cours d'un long procès (29 avril - 16 juillet 1676), et bien que soumise à la question, elle se refuse à avouer quoi que soit. Elle est condamnée à mort et à la confiscation de ses biens mais aussi à l'amende honorable, c'est-à-dire que son exécution est rendue publique, profonde humiliation pour une femme issue de la noblesse. Le supplice réservé aux nobles étant non l'écartèlement ou la roue mais la décapitation.
Conduite en place de Grève en robe de bure, les yeux bandés, elle est décapitée  à l'épée, par André Guillaume, bourreau de Paris, qui porte ensuite son corps jusqu'au bûcher. Puis le bourreau prend la tête encore bandée et la jette dans le brasier devant la foule - de toute catégorie sociale -  qui se bouscule. Les valets du bourreau dispersent ses cendres dans la Seine ainsi que l'ensemble des fioles et poudres trouvées.

### Le mystère de la popularité d'une parricide
Les raisons avancées pour ces assassinats répétés, de sang-froid, furent variées, sans qu'aucune d'entre elles ne suffise : prise de l'héritage familial, volonté de s'émanciper de sa famille, énorme besoin d'argent pour son train de vie, ou tout simplement le goût du meurtre. Sa vindicte contre sa famille et son terrible passé furent évoqués : dès l'âge de sept ans, elle est violée par un de ses domestiques et vers l'âge de dix ans se « donne » à ses jeunes frères Antoine et François, comme elle le raconte dans une confession manuscrite.
L'usage du poison est commun à la plupart des meurtrières qui évitent l'acte physique. La marquise a utilisé des mélanges incluant de nombreux produits, dont l'arsenic, qu'elle sut habilement doser, selon le temps dont elle disposait. C'est le temps pris pour empoisonner son père qui épouvanta le plus. Mme de Sévigné écrira plus tard : « Assassiner est le plus sûr […] ; c’est une bagatelle en comparaison d’être huit mois à tuer son père, et à recevoir toutes ses caresses et toutes ses douceurs, où elle ne répondoit qu’en doublant toujours la dose. »
En même temps, son courage sous la torture (gavée d'eau à l'aide d'un entonnoir) et son extraordinaire piété en prison émurent nombre de ses contemporains, qui virent en elle une « sainte ».

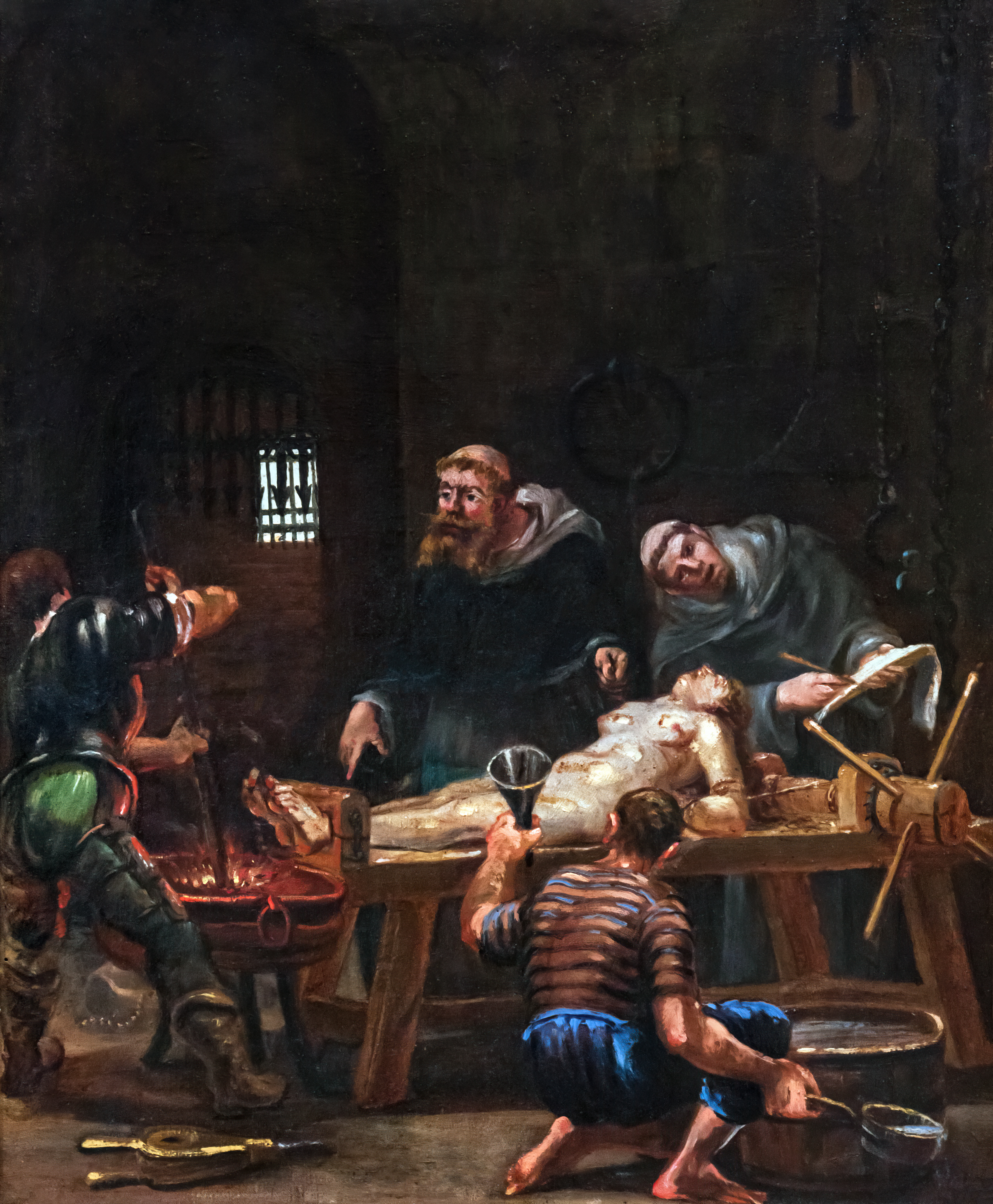
La marquise de Brinvilliers torturée.
Huile sur toile de Jean-Baptiste Cariven, 1878, musée des Beaux-Arts de Gaillac.

### Après sa mort, une réputation de sainte
Son avocat, maître Louis Nivelle (1638-1718), plaida le manque de preuves et l'absence d'aveu. Ce n'est qu'après son procès, dans l'attente de son exécution, qu'elle accepte de se confier à un confesseur, l'abbé Pirot. Edmond Pirot, théologien, fut désigné par le président de Lamoignon pour assister la Brinvilliers afin d'obtenir les renseignements que la justice n'avait pu obtenir. Elle fut impressionnée par l’homme de Dieu et osa cette question : « Mon Père, y a-t-il des crimes irrémissibles ? – Non, répondit-il, tant est grande la miséricorde de Dieu ». Sur cette parole elle se convertit et mourut sur l’échafaud dans la foi et la paix. Pirot dira qu'il avait eu en face de lui une sainte et qu'il aurait souhaité avoir été à la place de la marquise.
Lors de l'exécution, le 17 juillet 1676, sa piété impressionne la foule pourtant son corps sera brûlé et ses cendres dispersées.
Son procès, sa condamnation et son exécution sont rapportés dans les Crimes célèbres d'Alexandre Dumas et dans la correspondance de madame de Sévigné qui écrit : « Le lendemain on cherchoit ses os, parce que le peuple disoit qu’elle etoit sainte,. » Une sainte dont on a dit qu'elle aurait voulu punir l'alliance franco-anglaise de 1670 en empoisonnant Madame Henriette d'Angleterre, tout comme on avait tenté en 1658 d'empêcher l'alliance de Mazarin avec une puissance hérétique. Actuellement, nombre d'auteurs, dont Agnès Walch, ont reconsidéré le procès de madame de Brinvilliers. Sans lui enlever la responsabilité de ses crimes, ils pensent d'une part que le chevalier de Sainte-Croix avait pris l'initiative des meurtres, et d'autre part, que la marquise ne put guère se défendre au cours de son procès. Si l'on reprend les témoignages de l'abbé Pirot, ses juges voulurent surtout connaître le nom de ses complices. En prenant en compte les intrigues politiques de l'époque, certains auraient par exemple souhaité voir le receveur du clergé Pennautier compromis. Mais jamais Marie-Madeleine de Brinvilliers ne l'accusa de complicité. Par ailleurs, certains témoignages abusifs de ses anciens domestiques ont contribué à renforcer une légende noire autour du personnage.

### Le poison utilisé plusieurs fois au même moment
Selon l'historien Michel Vergé-Franceschi, il est très probable que les poisons de la marquise aient servi à assassiner Madame Henriette d'Angleterre à son retour d'Angleterre. Cela semble infirmé par la découverte récente d'une maladie sanguine rare (voir supra), treize jours après que la marquise a assassiné son frère, sans pouvoir prétendre à l'héritage familial car l'autre frère et sa sœur sont encore en vie.
Cousine et belle-sœur du roi Louis XIV, Henriette d'Angleterre contribua au traité de Douvres, scellant le rapprochement entre son frère Charles II (restauré en 1660) et Louis XIV et empêchant la France d'appuyer l'Espagne. Deux semaines après son retour de Londres, Madame, âgée de 26 ans, fut saisie de violentes douleurs après avoir bu un verre de chicorée, ce qui ne prouve évidemment pas la signature du poison. Son agonie dura à peine quelques heures, dans la nuit du 30 juin 1670, au château de Saint-Cloud (voir supra). Saint-Simon a accusé le marquis d'Effiat, favori du mari d'Henriette d'Angleterre, le duc d'Orléans, d'avoir commis ce crime.
Les poisons de la marquise auraient un an plus tôt également été commandés par les Vénitiens, lors de deux tentatives d'empoisonner Colbert :
- juste avant que le roi ne le nomme secrétaire d'État à la Marine, le 18 février 1669
- au cours de son passage à Marseille avec le roi, le 5 mai 1669. Au même moment, le 2 mai 1669, l'ami de la marquise, Pennautier, est accusé d'avoir empoisonné l'ancien receveur du Clergé de France pour pouvoir prendre possession de sa charge, ce qu'il fit effectivement le 12 juin 1669, soit seulement un mois après[23]. C'est en tout cas ce dont l'accusa au procès Mme Hanivel de Saint-Laurens, la veuve du receveur.

Dans les deux cas, selon l'historien, la proximité chronologique des empoisonnements s'explique par l'utilisation du même produit, difficile à fabriquer et conserver, le premier assassinat permettant à chaque fois de vérifier si le dosage est suffisant.
La première tentative d'empoisonnement de Colbert daterait du 17 février 1669, veille de sa nomination et date du document liant Pennautier et la marquise. La seconde, opérée par le vénitien Giafferi, selon les correspondances de Madame de Sévigné, se traduit par des maux de ventre du ministre pendant plusieurs mois.
Colbert était déjà soupçonné de trahir la papauté et son alliée Venise dans leur long combat contre les Turcs, le clergé réclamant avec force l'expédition de Candie (Crète) pour rétablir l'autorité de la papauté, mais aussi renforcer l'influence des Français à Rome.
Louis XIV envoie 6 000 hommes et 42 navires qui combattent à Candie sous la bannière du pape, mais le 21 août 1669, la flotte française et les alliés lèvent l'ancre pour le retour. Le 6 septembre, c'est la signature d'un traité entre le chef militaire vénitien Morosini et le grand vizir Ahmed Köprülü : les Vénitiens sont vaincus et perdent la Crête, dernière possession hors de l'Adriatique.
À la fin juin 1669, aux débuts de l'expédition, le parti des dévots commença ensuite à orchestrer une campagne pour faire de Colbert le commanditaire de la mort au combat du duc de Beaufort François de Vendôme.

## Crimes
- Selon des rumeurs non avérées, pour se débarrasser de la surveillance de son père sur ses mœurs, la marquise se serait mise à expérimenter divers poisons à la faveur de la nuit dans les hôpitaux : les malades dont elle s'approchait et à qui elle distribuait des biscuits plus ou moins imbibés de poison, n'auraient pas tardé à succomber dans d'horribles souffrances. Rien ne prouve cependant la véracité de ces faits, qui semblent tenir de la fabulation. Le procès de la marquise vit défiler de nombreux témoins dont le témoignage n'est pas toujours crédible.
- Le 13 juin 1666, son père souffrait depuis plusieurs mois d'étranges maux. Priant sa fille de le rejoindre en son château d'Offémont, il fut pris d'affreux vomissements qui continuèrent jusqu'à sa mort, le 10 septembre à Paris, malgré les soins prodigués par les meilleurs médecins. La marquise avouera qu'il fut empoisonné vingt-huit ou trente fois, par elle ou par le laquais de son amant, Godin de Sainte-Croix, La Chaussée, qu'elle fit embaucher chez son père.
- En 1670, ses deux frères furent empoisonnés par le même La Chaussée, le premier le 17 juin 1670, soit treize jours seulement avant la mort d'Henriette d'Angleterre, et le second en novembre 1670. Lors de l'autopsie, des « traces suspectes » furent décelées, mais l'affaire en resta là. La marquise avait également une sœur, qui avait sagement choisi de ne plus la revoir après la mort de leurs frères.
- Elle tenta de s'en prendre à son mari, rapporte son confesseur, en multipliant les doses infimes pour que l'on croie qu'il souffrait d'une fluxion dans les jambes. Mais son amant, sentant qu'il était lui-même en danger, administra au mari un antidote pour le sauver.
- La marquise n'avait pas intérêt à tuer son ex-amant, mais à récupérer les preuves conservées par ce maître-chanteur, qui s'éloigna d'elle et enferma dans une cassette les reconnaissances de dettes, les lettres d'amour de la marquise, plusieurs fioles de poison et une lettre accusatrice.

## Dans la culture

### Dans la littérature
- Son exécution constitue le début du film d'Henri Decoin, L'Affaire des poisons, en 1955. La représentation qui en est donnée est d'ailleurs fautive (brûlée vive alors que la Brinvilliers fut d’abord décapitée, et seulement après, son corps a été brûlé).
- Elle est le personnage qui inspire l'intrigue du roman policier célèbre de John Dickson Carr, La chambre ardente. Le livre a été adapté en 1962 par Julien Duvivier.
- Elle est également mentionnée dans le roman d'Ernst Theodor Amadeus Hoffmann, Mademoiselle de Scudéry. Récit de l'époque de Louis XIV (LGF - Livre de Poche, 1995).

### À la télévision
- Une mini-série franco-allemande, intitulée La marquise de Brinvilliers et réalisée en 1970, lui est dédiée avec Heidelinde Weis dans le rôle de la marquise.
- Un téléfilm adapté du roman d'Irène Stecyk, Une petite femme aux yeux bleus a été tourné en 1978 par la RTBF. Celui-ci est réalisé par Teff Erhat avec Danièle Denie dans le rôle de la marquise et Roger Van Hool dans celui de François Desgrez.
- Sur une idée d'Anne Parillaud, un téléfilm, mettant en scène la vie de la marquise de Brinvilliers, a été tourné et diffusé à la télévision belge (La Une), en 2010, et française (France 2) le 9 février 2011. Ce téléfilm, inspiré du livre éponyme de Catherine Hermary-Vieille, La Marquise des ombres a été réalisé par Édouard Niermans avec Anne Parillaud dans le rôle-titre.
- Un court métrage français, Les condiments irréguliers, est réalisé par Adrien Beau en 2011, avec Mélodie Richard (la marquise), Erwan Ribard (le marquis), Coline Veith (Martine, la servante), Anne Blanchard (Toinette, la servante empoisonnée), Agathe Cury (la gouvernante).
- L'émission Secrets d'Histoire intitulée La marquise de Brinvilliers et l'affaire des poisons, présentée par Stéphane Bern, lui est en partie consacrée.

### Dans la musique
- En 1976, Marie-Paule Belle enregistre la chanson La Brinvilliers, composée par elle-même et écrite par Françoise Mallet-Joris et Michel Grisolia, qui raconte la vie de la marquise, à la première personne du singulier, et de manière humoristique et paraît sur son second album chez Polydor, comprenant le titre à succès Quand nous serons amis. Elle interprète cette chanson déguisée en marquise de Brinvilliers à la télévision le 19 mars 1977, lors de l'émission N°1 que lui consacrent Maritie et Gilbert Carpentier.
- Elle est également mentionnée dans la chanson Tueuses de l'album Rimes Féminines de Juliette Noureddine, en 1996.

#### En langue française
- Madame de Sévigné, Lettre du 17 juillet 1676, Correspondance, II, Pléiade (Duchêne éd.), p. 342-343.
- Alexandre Dumas, La Marquise de Brinvilliers, 1856.
- Paul Olivier, Le Calepin d'Amour de la Brinvilliers, préface de Jean Richepin, Paris, Librairie Molière, 1903.
- Armand Praviel, Le Secret de la Brinvilliers, 1933.
- Frantz Funck-Brentano, Le drame des poisons, Arthème Fayard, 1936
- Irène Stecyk,Une petite femme aux yeux bleus, 1973, Fayard, 1973, La Renaissance du livre, 2002 [prix Rossel 1972].
- Catherine Hermary-Vieille, La Marquise des ombres, 1983.
- Nadine Monfils, Les Fleurs brûlées, 2001, Éditions Labor, Collection « Espace Nord, Zone J »,  (ISBN 2-8040-2083-5).
- Jeanine Huas, Madame de Brinvilliers, la marquise empoisonneuse, Fayard, 2004.
- Jean-Christian Petitfils, « La marquise aux poisons » in Dans les secrets de la police, Éditions de l'Iconoclaste, 2008  (ISBN 978-2-913366-20-6).
- Agnès Walch, La Marquise de Brinvilliers, Perrin, 2010  (ISBN 978-2-262-03121-3).
- Guillaume Lenoir, La Marquise aux poisons, Evidence Editions, 2017  (ISBN 979-1034801671).

#### Autres langues
- (en) Conan Doyle: The Leather Funnel Tales of Terror and Mystery, 1922 (en ligne).
- (de) Eckart von Naso, Die Chronik der Giftmischerin, Potsdam, Gustav Kiepenheuer Verlag, 1926.
- (de) Henri Robert, Ryktbara kvinnogestalter, 1926.
- (de) Louis Lewin, Die Gifte in der Weltgeschichte - Toxikologische allgemeinverständliche Untersuchungen der historischen Quellen. Reprographischer Nachdruck der Ausgabe von Springer, Berlin, 1920. Gerstenberg, Hildesheim, 1984,  (ISBN 3-8067-2013-4).
- (de) Arthu (de) Brigitte Luciani, Die Marquise de Brinvilliers und das Erbschaftspulver – oder wie schaffe ich mir meine Familie vom Hals? Aviva, Berlin 1997,  (ISBN 3-932338-01-4).
- (de) Maximilian Jacta (alias Erich Schwinge), Berühmte Strafprozesse. Sonderausgabe. Orbis-Verlag, München 2001,  (ISBN 3-572-01242-2).
- (de) François Gayot de Pitaval, Unerhörte Kriminalfälle. Eine Sammlung berühmter und merkwürdiger Kriminalfälle. Nach der 1792-1794 von Friedrich Schiller herausgegebenen Auswahl und Übersetzung, neu bearb. und zsgest. Voltmedia, Paderborn 2005,  (ISBN 3-937229-03-5).